# Banu Ghaniya
I Banū Ghāniya, in arabo بنو غانية‎?, furono i discendenti della dinastia berbera degli Almoravidi, la dinastia che regnò sul Maghreb al-Aqsa (Marocco) e al-Andalus (Spagna islamica). Essi resistettero agli Almohadi, la dinastia avversaria agli Almoravidi che li aveva rimpiazzati in Maghreb e in al-Andalus.

## Storia
Dopo la morte del sultano ʿAlī b. Yūsuf iniziò il declino della dinastia degli Almoravidi a causa dell'agitazione religiosa dei berberi Almohadi e della ripresa delle ostilità dei regni cristiani della Penisola iberica. 

Il "califfo" almohade ʿAbd al-Muʾmin riuscì a conquistare la capitale almoravide Marrakesh nel 1147, portando a termine una carneficina: uccise il giovanissimo sultano almoravide Ibrahim ibn Tashfin e il suo reggente, lo zio Ishaq ibn Ali nonché la comunità ebraica della città e la milizia cristiana (i farfanes, i mercenari castigliani al servizio degli Almoravidi). 
ʿAbd al-Muʾmin arrivò fino in Ifriqiya, (attuale Tunisia con alcune parti di Algeria e Libia) massacrando le guarnigioni collocate nelle città costiere dai re normanni di Sicilia, riuscendo a conquistare tra il 1158 e il 1160 le città di Annaba, Mahdia, Gabès e Tripoli, ponendo così fine anche al Regno normanno d'Africa. Il successore di ʿAbd al-Muʾmin, Abu Ya'qub Yusuf I, conquistò anche la Spagna musulmana. 
Il primo dei Banū Ghāniya fu Muhammad ibn Ali ibn Yusuf, un figlio di ʿAlī b. Yūsuf che nel 1126 venne nominato dal padre governatore delle isole Baleari. I suoi successori continuarono a governare le Baleari, dedicandosi alla guerra di corsa, fino al 1201, anno in cui il califfo almohade Muhammad al-Nasir conquistò le isole. Dal 1180, sotto il sultano ʿAlī b. Isḥāq, sfidando il potere dell'almohade Abū Yūsuf Yaʿqūb al-Mansur, lanciarono attacchi contro l'Ifriqiya e il Maghreb centrale, conquistando Béjaïa, Costantina, Gafsa, Tunisi e Algeri. Riconobbero il califfo abbaside al-Mustadi', ricevendo da lui il titolo di "eredi degli Almoravidi". Anche il Maghreb centrale e l'Ifriqiya vennero riconquistati da Muhammad al-Nasir, e proprio qui vennero definitivamente sconfitti.

## Sultani Banū Ghāniya
- Muhammad ibn Ali ibn Yusuf 1126-1165
- Ishaq ibn Muhammad 1165-1183
- Ali ibn Ishaq 1186-1188
- Yahya ibn Ishaq 1188-1212